# MIAムーバー
MIAムーバー（英: MIA Mover）は、アメリカ合衆国フロリダ州マイアミ都市圏にあるマイアミ国際空港（MIA）にて2011年9月9日に開業した自動案内軌条式旅客輸送システムである。
MIAムーバーは、空港メインターミナルとマイアミ国際空港駅の間を迅速に旅客輸送できるように設計されている。

## 歴史
2007年、空港への既存のメトロレール延伸の代替として「People mover」が検討された（メトロレールはマイアミ国際空港駅にて接続される）。
2009年3月2日に、正式に計画事業が発表されて建設開始された。
2020年までに毎日48,000人の訪問客を輸送することが計画された。MIAムーバー建設にはデザインビルド方式を採用し、マイアミ・デイド郡航空局 (MDAD) の資本改善プログラムおよびフロリダ州運輸局 (FDOT) からの収益の組合せから建設費用が支払われる。

## システム
完成すると概算で約2億5,900万ドル ($) かかり、メインターミナル駅から2.04km (1.27mi)の軌道を東に走行し、中央大通りおよびNW21番街ストリートの最後へ、そこで北にカーブしマイアミ国際空港駅に至る。
コンクリート製のガイドウェイは、一般的に平均12m (40ft) の上り勾配の高架となっており、37m (120ft) おきにコンクリート製の橋脚によって支えられている。
車両には三菱重工業クリスタルムーバーを使用している。

### 駅一覧
MIAムーバーには、メインターミナル駅およびマイアミ国際空港駅の2つの駅がある。
メインターミナル駅
メインターミナル駅は、フラミンゴ&ドルフィン駐車場との間のメインターミナル・ビルの3階に位置する、路線の西側の終点駅である。
MDADによって建設され、APM車両用の保管およびメンテナンス設備は、駅の下に位置している。
マイアミ国際空港駅
乗り場はマイアミ国際空港駅の4階に位置する、路線の東側の終点である。
当駅には、メトロレール、トライレール、バスおよびタクシー乗り場があり、レンタカー・センターへも直接アクセスできる。
当駅は、FDOTによって建設された。